# China Taipéi en los Juegos Olímpicos
Taiwán –oficialmente República de China– participa bajo la denominación de China Taipéi en los Juegos Olímpicos, está representada por el Comité Olímpico de China Taipéi, creado en 1960 y reconocido por el Comité Olímpico Internacional en el mismo año.
Ha participado en 16 ediciones de los Juegos Olímpicos de Verano, su primera presencia en estos Juegos tuvo lugar en Melbourne 1956. El equipo olímpico ha obtenido un total de 43 medallas en las ediciones de verano: 9 de oro, 11 de plata y 23 de bronce.
En los Juegos Olímpicos de Invierno ha participado en 13 ediciones, siendo Sapporo 1972 su primera aparición en estos Juegos. El equipo olímpico no ha conseguido ninguna medalla en las ediciones de invierno.

## Medallero

### Por edición
| Evento              | Oro | Plata | Bronce | Total |
| ------------------- | --- | ----- | ------ | ----- |
| Melbourne 1956      | 0   | 0     | 0      | 0     |
| Roma 1960           | 0   | 1     | 0      | 1     |
| Tokio 1964          | 0   | 0     | 0      | 0     |
| México 1968         | 0   | 0     | 1      | 1     |
| Múnich 1972         | 0   | 0     | 0      | 0     |
| Montreal 1976       | –   | –     | –      | –     |
| Moscú 1980          | –   | –     | –      | –     |
| Los Ángeles 1984    | 0   | 0     | 1      | 1     |
| Seúl 1988           | 0   | 0     | 0      | 0     |
| Barcelona 1992      | 0   | 1     | 0      | 1     |
| Atlanta 1996        | 0   | 1     | 0      | 0     |
| Sídney 2000         | 0   | 1     | 4      | 5     |
| Atenas 2004         | 2   | 2     | 1      | 5     |
| Pekín 2008          | 1   | 1     | 2      | 4     |
| Londres 2012        | 1   | 0     | 1      | 2     |
| Río de Janeiro 2016 | 1   | 0     | 2      | 3     |
| Tokio 2020          | 2   | 4     | 6      | 12    |
| París 2024          | 2   | 0     | 5      | 7     |
| TOTAL               | 9   | 11    | 23     | 43    |

| Evento              | Oro | Plata | Bronce | Total |
| ------------------- | --- | ----- | ------ | ----- |
| Sapporo 1972        | 0   | 0     | 0      | 0     |
| Innsbruck 1976      | 0   | 0     | 0      | 0     |
| Lake Placid 1980    | –   | –     | –      | –     |
| Sarajevo 1984       | 0   | 0     | 0      | 0     |
| Calgary 1988        | 0   | 0     | 0      | 0     |
| Albertville 1992    | 0   | 0     | 0      | 0     |
| Lillehammer 1994    | 0   | 0     | 0      | 0     |
| Nagano 1998         | 0   | 0     | 0      | 0     |
| Salt Lake City 2002 | 0   | 0     | 0      | 0     |
| Turín 2006          | 0   | 0     | 0      | 0     |
| Vancouver 2010      | 0   | 0     | 0      | 0     |
| Sochi 2014          | 0   | 0     | 0      | 0     |
| Pyeongchang 2018    | 0   | 0     | 0      | 0     |
| Pekín 2022          | 0   | 0     | 0      | 0     |
| TOTAL               | 0   | 0     | 0      | 0     |

### Por deporte
Deportes de verano
| Evento        | Oro | Plata | Bronce | Total |
| ------------- | --- | ----- | ------ | ----- |
| Atletismo     | 0   | 1     | 1      | 2     |
| Bádminton     | 2   | 1     | 0      | 3     |
| Béisbol       | 0   | 1     | 0      | 1     |
| Boxeo         | 1   | 0     | 3      | 4     |
| Gimnasia      | 0   | 1     | 1      | 2     |
| Golf          | 0   | 0     | 1      | 1     |
| Halterofilia  | 4   | 2     | 5      | 11    |
| Judo          | 0   | 1     | 0      | 1     |
| Karate        | 0   | 0     | 1      | 1     |
| Taekwondo     | 2   | 1     | 6      | 9     |
| Tenis de mesa | 0   | 1     | 2      | 3     |
| Tiro          | 0   | 0     | 1      | 1     |
| Tiro con arco | 0   | 2     | 2      | 4     |
| TOTAL         | 9   | 11    | 23     | 43    |